# Goleș, Silistra
Goleș (în bulgară Голеш, în română Chiose-Aidin) este un sat în comuna Kainardja, regiunea Silistra, Dobrogea de Sud, Bulgaria. 
Între anii 1913-1940 a făcut parte din plasa Silistra a județului Durostor, România. Lângă localitate a mai existat o așezare (azi dispărută) numită Caraciu-Mic în timpul administrației românești și Brestak în bulgară.

## Demografie
Componența etnică a satului Goleș
     Turci (94,1%)
     Bulgari (1,2%)
     Nicio identificare (4,68%)
     Altele (0%)
La recensământul din 2011, populația satului Goleș era de 1.409 locuitori. Din punct de vedere etnic, majoritatea locuitorilor (94,1%) erau turci, cu o minoritate de bulgari (1,2%). Pentru 4,68% din locuitori nu este cunoscută apartenența etnică.